# Ермініо Донес
Ермініо Донес (італ. Erminio Dones, 14 квітня 1887 — 25 квітня 1945) — італійський академічний веслувальник.
Срібний призер Олімпійських Ігор 1920 року в складі парної двійки.
Чемпіон Європи 1907, 1912 років у парній двійці, срібний призер 1908, 1922 років у парній двійці, бронзовий призер 1905 (вісімки), 1907 (одиночки), 1923 (парні двійки) років.